# Барон Нельсон Стаффордский
Барон Нельсон Стаффордский из Хилкот Холла в графстве Стаффордшир — наследственный титул в системе Пэрства Соединённого королевства. Он был создан 20 января 1960 года для британского предпринимателя, сэра Джорджа Нельсона, 1-го баронета (1887—1962), который в течение многих лет был председателем компании «English Electric». 11 июля 1955 года для него уже был создан титул баронета из Хилкот Холла в Баронетстве Соединённого королевства. Ему наследовал его единственный сын, Генри Джордж Нельсон, 2-й барон Нельсон Стаффордский (1917—1995). Он также занимал пост председателя компании «English Electric», а также был директором Банка Англии (1961—1987). 
По состоянию на 2024 год носителем титула являлся его внук, Алистер Уильям Генри Нельсон, 4-й барон Нельсон Стаффордский (род. 1973), который сменил своего отца в 2006 году.

## Бароны Нельсон из Стаффорда (1960)
- 1960—1962: Джордж Горацио Нельсон, 1-й барон Нельсон Стаффордский (26 октября 1887 — 16 июля 1962), старший сын Джорджа Нельсона (1860—1938)[1];
- 1962—1995: Генри Джордж Нельсон, 2-й барон Нельсон Стаффордский (2 января 1917 — 19 января 1995), единственный сын предыдущего[2];
- 1995—2006: Генри Рой Джордж Нельсон, 3-й барон Нельсон Стаффордский (26 октября 1943 — 22 сентября 2006), старший сын предыдущего[3];
- 2006 — настоящее время: Алистер Уильям Генри Нельсон, 4-й барон Нельсон Стаффордский (род. 3 июня 1973), единственный сын предыдущего[4]
  - Наследник титула: достопочтенный Джеймс Джонатан Нельсон (род. 17 июня 1947), дядя предыдущего[5].